# Jakkeral, Muddebihal
Jakkeral là một làng thuộc tehsil Muddebihal, huyện Bijapur, bang Karnataka, Ấn Độ.